# IGC-Thyristor

Schnittdarstellung eines IGC-Thyristors

Schaltsymbol

Der IGC-Thyristor (englisch integrated gate-commutated thyristor, IGCT) ist eine Weiterentwicklung des GTO-Thyristors. IGCTs zeichnen sich diesen gegenüber aus durch:
- einen verringerten Beschaltungsaufwand
- Erhöhung der maximalen Pulsfrequenzen zur Ansteuerung
- bessere Schaltzeiten bei Reihenschaltung

Darüber hinaus vertragen IGCT höhere Spannungsanstiegsraten (dV/dt), was in den meisten Fällen den Einsatz von Snubbern unnötig macht.
Zum Abschalten benötigen sie einen Gatestrom, der höher ist als der Anodenstrom. Dadurch werden kurze Abschaltzeiten erreicht, aber auch große Kondensatorbatterien in der Nähe des IGCTs benötigt.
IGCTs können symmetrisch (in Rückwärtsrichtung sperrend) oder asymmetrisch (Durchbruchsspannung in Rückwärtsrichtung einige 10 V) ausgeführt werden. Letztere zeichnen sich durch geringere Leitungsverluste aus und werden als A-IGCTs bezeichnet. Üblicherweise wird eine antiparallele Diode funktionell ähnlich der Body-Diode eines MOSFET mitintegriert und dieses Bauteil dann als RC-IGCT (für reverse conducting) bezeichnet.
Das Einsatzgebiet von IGCTs sind Stromrichter hoher Leistung. Ein einzelnes Modul schaltet dabei typischerweise einige Kiloampere bei einer typischen Sperrspannung von 4500 V.